# Carey Scurry
Carey Scurry (Brooklyn, 4 de diciembre de 1962) es un exjugador de baloncesto estadounidense. Fue elegido por los Utah Jazz en la decimotercera posición de la segunda ronda del Draft de la NBA de 1985.
Tras jugar en la NBA entre los años 1985 y 1988, Scurry jugó en diferentes equipos de Grecia, España, Argentina, Francia, Bélgica y Chile, hasta retirarse definitivamente en 1997.

## Comienzos
Carey Scurry nació el 4 de diciembre de 1962 en Brooklyn, Nueva York, siendo el tercero de diez hermanos, varios de los cuales se dedicaron a practicar el baloncesto. Entre ellos, su hermano menor Moses Scurry integró el equipo UNLV Rebels que alcanzó el campeonato nacional de la NCAA en 1990.
Durante su niñez y adolescencia Carey Scurry participó activamente en el playground neoyorquino, destacando principalmente por su capacidad defensiva y reboteadora. Scurry asistió a la Alexander Hamilton High School, situada en el mismo Brooklyn, en la que su buena campaña durante su temporada como sénior le permitió recibir ofertas Houston, Carolina del Norte y Louisville. Pese a lo anterior, decidió permanecer cerca de su hogar, integrándose a la Long Island University, en la que también jugaba su hermano Paul.

### Universidad
En los Blackbirds de la Long Island University, Scurry se consagró campeón de la Conferencia Noreste de la NCAA en 1984, luego de superar en la final del torneo a la Robert Morris University por 87-81, lo que le permitió a su equipo participar del Campeonato Nacional de la NCAA, siendo eliminados en la ronda preliminar por la Universidad Northeastern. Adicionalmente, Scurry fue nombrado como Jugador del año de la Conferencia Noreste en sus temporadas como júnior y sénior (1983-84 y 1984-85), MVP del torneo en 1984 y miembro de los conjuntos ideales tanto de la conferencia como del torneo en 1984 y 1985. A nivel estadístico, se consagró, junto a Hakeem Olajuwon, como máximo reboteador de la NCAA en la campaña 1983-84 (13,5 por partido) y se situó en dos oportunidades entre los cinco primeros jugadores con mayor número de tapones por partido (1982-83 y 1983-84).
Pese a solo disputar tres temporadas, a lo largo de su carrera universitaria Scurry consiguió atrapar un total de 1.013 rebotes, lo que lo posiciona como uno de los dos jugadores en la historia de la Conferencia Noreste en superar la barrera de los mil rebotes. Asimismo, es el máximo reboteador en la historia de la Long Island Universiity y el segundo de la Conferencia Noreste.
En toda su etapa universitaria promedió 17,9 puntos y 12,8 rebotes en 79 encuentros, teniendo su mejor actuación en la temporada 1984-85, en la que registró 21,1 puntos y 14,1 rebotes.
Fue seleccionado en la equipo ideal de la década de 1980 de la Conferencia Noreste, así como en los equipos ideales en su vigésimo y vigésimo quinto aniversario.

## Carrera profesional

### NBA
Fue escogido en la decimotercera posición de la segunda rueda del draft de 1985 por los Utah Jazz. Pese a su baja posición en el draft y a que los Jazz contaban con otros jugadores en su puesto, en su primera temporada en la NBA contó con algunos minutos en cancha, en los que promedió 4,7 puntos y 3,1 rebotes por encuentro. En su segunda campaña, sin embargo, sus constantes problemas disciplinarios lo privaron de lograr una mayor continuidad en su equipo, disputando solo un promedio de 10,9 minutos en 69 encuentros, 9 menos que en su temporada de rookie, en los que registró 5,0 puntos y 2,9 rebotes. De todos modos, durante sus dos primeras temporadas en la liga logró superar en nueve ocasiones la barrera de los 20 puntos, además de conseguir dos dobles-dobles consecutivos, frente a los Seattle Supersonics y Los Angeles Lakers el 14 y el 16 de abril de 1987.
Para la temporada 1987-88, su difícil relación con el entrenador del equipo Frank Layden y algunos miembros de plantilla, entre ellos Karl Malone y Mel Turpin, así como sus reiterados problemas extradeportivos, provocaron que Scurry fuese finalmente cortado por los Jazz el 20 de enero de 1988, cuando solo había disputado 29 partidos de la temporada regular, en los que había promediado 4,8 puntos y 2,8 rebotes. Su último partido con los Jazz aconteció el 8 de enero de ese mismo año.
Tras su salida de Utah, el 2 de marzo de 1988 firmó dos contratos de diez días con los New York Knicks, actuando únicamente en 4 partidos, con un promedio de 0,5 puntos y 0,8 rebotes.

## Estadísticas

### Temporada regular
| Año     | Equipo   | PJ  | PT | MPP  | %TC  | %3P  | %TL  | RPP | APP | ROB | TPP | PPP |
| ------- | -------- | --- | -- | ---- | ---- | ---- | ---- | --- | --- | --- | --- | --- |
| 1985–86 | Utah     | 78  | 0  | 15.0 | .472 | .091 | .619 | 3.1 | 1.1 | 1.0 | 0.8 | 4.7 |
| 1986–87 | Utah     | 69  | 5  | 10.9 | .498 | .308 | .701 | 2.9 | 0.8 | 0.8 | .8  | 5.0 |
| 1987–88 | Utah     | 29  | 0  | 15.4 | .466 | .375 | .692 | 2.8 | 1.7 | 1.6 | 0.8 | 4.8 |
| 1987–88 | New York | 4   | 0  | 2.0  | .500 | .000 | .000 | 0.8 | 0.3 | 0.5 | 0.3 | .5  |
| Total   |          | 180 | 5  | 13.2 | .480 | .250 | .666 | 2.9 | 1.1 | 1.0 | 0.8 | 4.7 |

### Playoffs
| Año     | Equipo | PJ | PT | MPP  | %TC  | %3P  | %TL  | RPP | APP | ROB | TPP | PPP |
| ------- | ------ | -- | -- | ---- | ---- | ---- | ---- | --- | --- | --- | --- | --- |
| 1985–86 | Utah   | 4  | 0  | 13.5 | .400 | .000 | .500 | 4.0 | 0.8 | 0.3 | 1.0 | 4.3 |
| 1986–87 | Utah   | 4  | 0  | 14.3 | .455 | .500 | .429 | 3.5 | 0.0 | 1.0 | 1.3 | 6.0 |
| Total   |        | 8  | 0  | 13.9 | .429 | .250 | .444 | 3.8 | 0.4 | 0.6 | 1.1 | 5.1 |

## Récords
Scurry tiene la máxima anotación en Play-off de la División Mayor del Básquetbol de Chile con 67 Puntos y 72 de valoración